# Nephepeltia chalconota
Die Nephepeltia chalconota ist eine der sechs Libellenarten der Gattung Nephepeltia aus der Unterfamilie Brachydiplacinae. Erstmals beschrieben wurde die Art 1919 durch Friedrich Ris anhand eines Männchens aus Puerto Barrios in Guatemala. Die Larve ist noch unbeschrieben.

## Bau der Imago
Der ungefähr 17 Millimeter lange Hinterleib (Abdomen) der Männchen ist schwarz und weist eine grünlich-gelbe Zeichnung auf. Auf dem zweiten Segment befindet sich ein kleiner, seitlicher Fleck. Das dritte Segment besitzt einen größeren Flecken der sich bis zur Querkante erstreckt. Auf den Segmenten vier bis sechs nimmt die Fleckgröße ab, sodass das sechste Segment gänzlich schwarz ist. Auf dem siebten Segment findet sich wieder ein Fleck. In diesem Fall ist er aber auf dem Rücken. Im Bereich des zweiten und dritten Segments ist das Abdomen zudem seitlich und dorsoventral verbreitert. Auch verbreitert sind die Segmente sieben bis neun. Die Hinterleibsanhänge sind oben schlanker als unten.
Der Brustkorb (Thorax) ist von metallischer, dunkel grünblauer Farbe und besitzt auf den Seiten drei schmale, grünliche Binden.
Während die Unterlippe, mit einer schwachen dunklen Linie in der Mitte, die Oberlippe und das Gesicht weißlich sind, ist die Stirn auf der Oberseite und die Scheitelblase metallisch blau.
Die Hinterflügel sind circa 18 Millimeter lang. Das Flügelmal (Pterostigma) misst 1,5 Millimeter.